# イソツツジ
イソツツジ（磯躑躅・石躑躅、学名: Ledum palustre subsp. diversipilosum var. nipponicum）はツツジ科イソツツジ属の常緑小低木。高山植物。広義のイソツツジ（Ledum palustre subsp. diversipilosum）は、カラフトイソツツジも含まれる。

## 特徴
常緑広葉樹の小低木。樹高は100センチメートル (cm) ほどになり、よく分枝して茂る。若い枝には赤褐色の毛が密生する。葉は短い柄をもって互生し、革質で形は長楕円形または狭長楕円形になり、長さ3 - 6 cm、幅0.8 - 1.0 cmになる。葉縁は裏面にまくれ、全縁で、先は短く尖り、先端に腺状突起がある。葉が乾燥すると葉の巻き込みが甚だしくなって、細い葉巻のように見える。葉裏は全体に白色の軟毛が密生し、主脈には褐色の長毛が密生する。
花期は6 - 7月。枝の先端に散房花序をだして、直径約1 cmの花を毬のようにまとまって多数つける。花冠は離生し、花弁は白色で5枚、長さ5ミリメートル (mm) になる。花蜜は有毒。雄蕊は10本ある。果実は長さ3 mmの蒴果となる。

## 分布と生育環境
アジア北東部、日本では北海道南部、本州の東北地方に分布し、亜高山帯、高山帯の岩礫地や湿地に生育する。周囲に大きな木が生えておらず、高山性で明るいところを好む性質がある。火山灰土壌や硫気口に近いところの環境にも強い。
イソツツジの読みは「イソ」であるが、海岸の磯に生えているわけではない。和名は「エゾ（蝦夷）ツツジ」が誤って、または転訛して「イソツツジ」と伝えられたとされる。エゾツツジの東北訛りだともいわれる。
日本では蝦夷すなわち北海道に特に多く、平地湿原（泥炭地）、火山灰地、高山、海岸草地などどこにでも見られる。中でも、阿寒国立公園の屈斜路湖と摩周湖の間にある川湯の硫黄山（アトサヌプリ）の麓は名所として知られ、大きな群落を形成している。

## 利用
身近には、観賞用に鉢植えにされる。葉や枝に少し焦げたような芳香があり、風呂に入れて香りが楽しまれる。日本では蒸留酒に葉を漬けて風味を移し、茶色のリカーを作る。

## イソツツジの仲間
- カラフトイソツツジ Ledum palustre L. subsp. diversipilosum (Nakai) H.Hara var. diversipilosum[10] - 北海道の高山の岩礫地に生育し、千島、樺太、朝鮮、東シベリアにも分布する。
  - エゾイソツツジ Ledum palustre L. subsp. diversipilosum (Nakai) H.Hara var. yesoense Nakai - カラフトイソツツジの別名（シノニム）とされる[11]。
- ヒメイソツツジ Rhododendron tomentosum subsp. subarcticum -  Ledum palustre var. decumbens のシノニムがある[12]。北海道の高山（大雪山）の湿原に生育し[13]、朝鮮、シベリア、カムチャツカ、アラスカ、カナダ、グリーンランドなど、北半球の亜寒帯、寒帯に広く分布する。ホソバイソツツジの別名があり、葉が小さくて縁の裏側への巻き込みが強く、花も小さい[13]。